# サーペンタインロック式

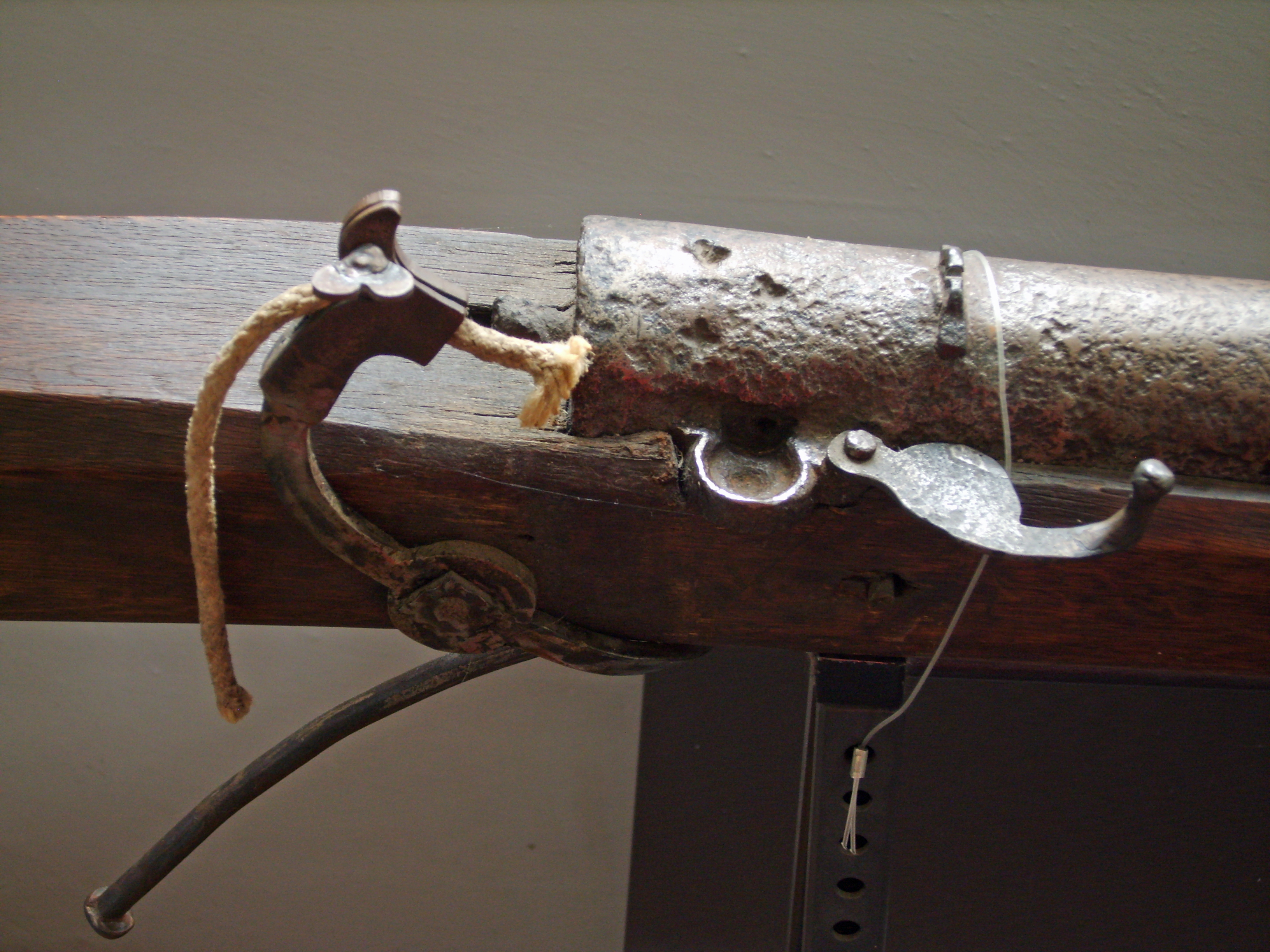
サーペンタイン式の点火機構。火縄を保持しているS字型の金具がサーペンタイン。銃床の側面に可動（揺動）できるように取り付けられている。金具の下部を引くことで、火皿に火縄の火が押しつけられて点火・発砲する。

サーペンタインロック式（サーペンタインロックしき、Serpentinelock）とは、火縄銃以前の火器で使われた点火方式のひとつ。タッチホール式からマッチロック式に進化する過程で発生した。
その仕組みは、装薬の着火に使う火種をS字型の金具（サーペンタイン:英語圏でS字型のものを指す）の一方に取り付け、金具自体を引き金とし、この金具を操作することで火薬に点火する、というもの。
タッチホール式の問題点であった「火種と銃本体を保持する必要があり、扱いが難しく、命中精度に難がある」という部分は、これにより改善された。
後に火種に火縄が用いられるようになると、この方式に更に改善が加えられ、マッチロック式へと進化していった。